# Cratere Azophi
Azophi è un cratere lunare di 47,54 km situato nella parte sud-orientale della faccia visibile della Luna.
Il cratere è dedicato all'astronomo persiano Abd al-Rahmān al-Sūfi, il cui nome fu latinizzato in Azophi.

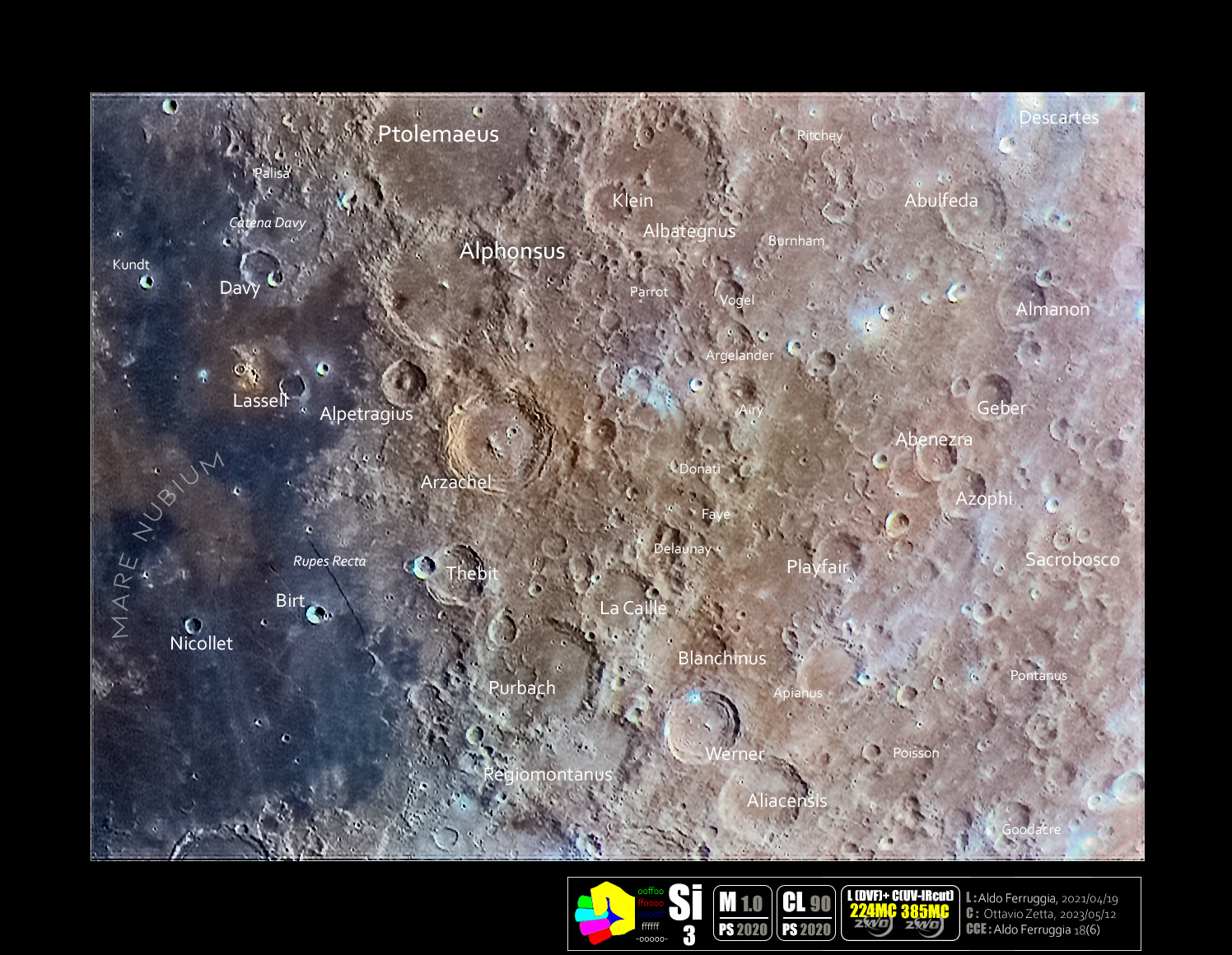
Il cratere (a destra)con le strutture vicine in una Immagine Selenocromatica(Si)

## Crateri correlati
Alcuni crateri minori situati in prossimità di Azophi sono convenzionalmente identificati, sulle mappe lunari, attraverso una lettera associata al nome.
| Azophi | Coordinate            | Diametro (in km) |
| ------ | --------------------- | ---------------- |
| A      | 24°25′48″S 11°10′48″E | 28,3             |
| B      | 23°34′48″S 10°35′24″E | 18,33            |
| C      | 21°48′36″S 13°03′36″E | 5,36             |
| D      | 24°19′12″S 13°23′24″E | 8,49             |
| E      | 23°28′48″S 13°46′12″E | 4,91             |
| F      | 22°18′36″S 13°50′24″E | 5,95             |
| G      | 23°52′12″S 12°16′12″E | 54,65            |
| H      | 25°34′48″S 11°50′24″E | 20,7             |
| J      | 21°17′24″S 13°10′12″E | 7,53             |